# Pseudotolna lineosa
Pseudotolna lineosa là một loài bướm đêm trong họ Noctuidae.